# Eric Frenzel
Eric Frenzel (n. 21 noiembrie 1988, Annaberg-Buchholz, Saxonia, Germania) este un sportiv ce a reprezentat Germania, medaliat olimpic. A participat la 4 ediții ale Jocurilor Olimpice (2010, 2014, 2018, 2022) în care a câștigat 3 medalii de aur, două medalii de argint și două medalii de bronz.